# Hauteville-sur-Mer
Hauteville-sur-Mer település Franciaországban, Manche megyében. Lakosainak száma 707 fő (2022. január 1.). Hauteville-sur-Mer Montmartin-sur-Mer, Quettreville-sur-Sienne és Tourneville-sur-Mer községekkel határos.

## Népesség
A település népességének változása:
| Lakosok száma | 537  | 597  | 558  | 629  | 663  | 689  | 697  | 686  | 693  | 707  |
|               | 1968 | 1982 | 1990 | 2006 | 2013 | 2015 | 2017 | 2019 | 2020 | 2022 |